# پیچتون (کالیفرنیا)
پیچتون (به انگلیسی: Peachton) یک منطقهٔ مسکونی در ایالات متحده آمریکا است که در شهرستان بیوت، کالیفرنیا واقع شده‌است. پیچتون ۳۱ متر بالاتر از سطح دریا واقع شده‌است.